# Fabian Schönheim
Fabian Schönheim (Kirn, 1987. február 14. –) német korosztályos válogatott labdarúgó.